# Comilla
Cumilla est une ville du Bangladesh située à environ 100 kilomètres au sud-est de Dhaka dans la division de Chittagong.
Cumilla possède un aéroport (code AITA : CLA).